# Romanchegraben

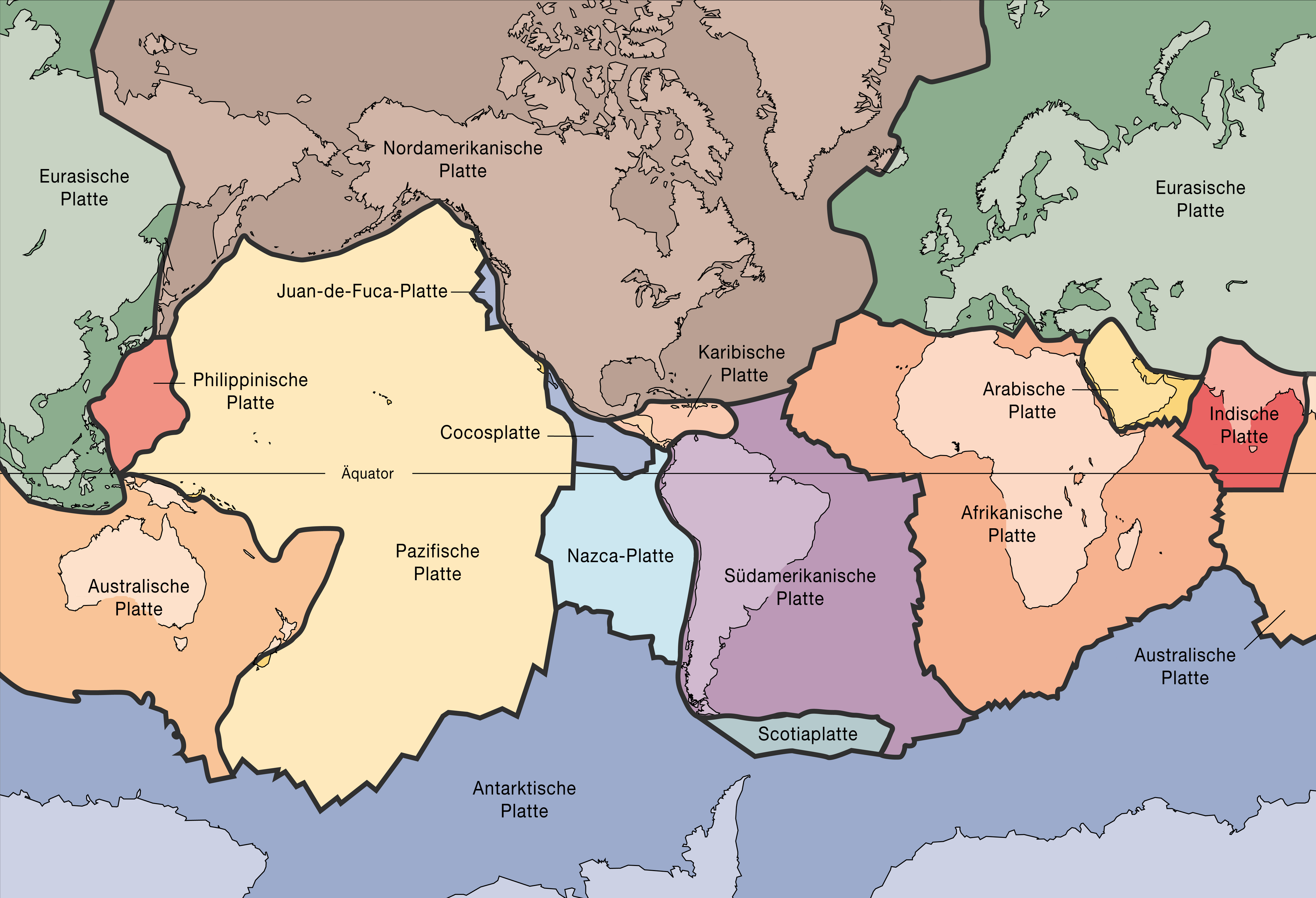
Tektonische Platten mit Kontinenten im Hintergrund

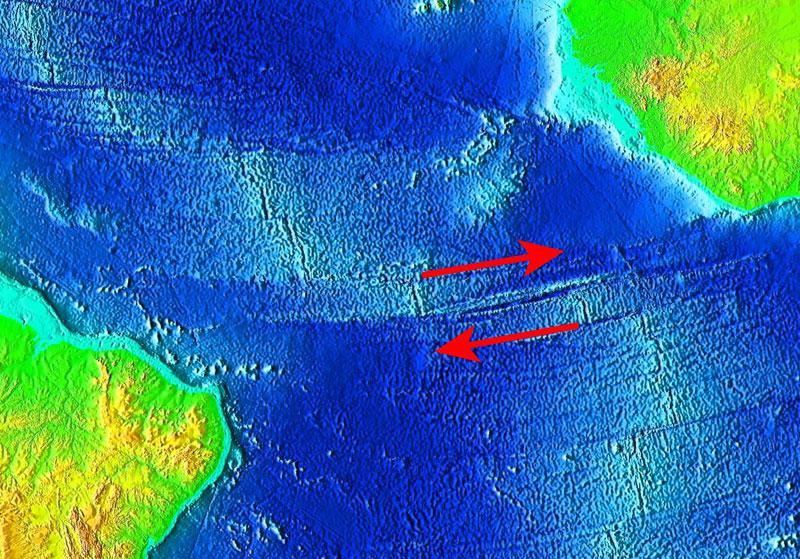
Romanchegraben in der Mitte des Atlantiks. Die roten Pfeile zeigen die Bewegungsrichtung der angrenzenden Platten.

Der Romanchegraben, auch Romanche-Rinne oder Romanche-Tiefe, ist eine etwa 965 km lange und 19 km breite Tiefseerinne im Zentrum des Atlantischen Ozeans (Atlantik) mit einer maximalen Tiefe von 7730 m.

## Geographie
Der Romanchegraben befindet sich zwischen dem Sierra-Leone-Becken im Norden und Nordosten, dem Südatlantischen Rücken im Osten und Südosten, dem Nördlichen Brasilianischen Becken im Süden und Südwesten und dem Nordatlantischen Rücken im Westen und Nordwesten. Dort liegt er am Äquator als Nahtstelle des Nord- und Südatlantischen Rückens, der beiden Hälften des Mittelatlantischen Rückens, zwischen je etwa 2° nördlicher und südlicher Breite sowie 16 und 20° westlicher Länge.

## Geologie
Der Romanchegraben ist eine große Transformstörung, die den Mittelatlantischen Rücken, die Nahtstelle von Südamerikanischer Platte im Westen und Afrikanischer Platte im Osten, um mehrere hundert Kilometer versetzt. Die Bewegung an der Störung beträgt im Mittel jährlich 1,7 cm. Der Mittelatlantische Rücken löst sich in Annäherung an die Transformstörung in mehrere, gegeneinander versetzte Abschnitte auf und wird undeutlich, um schließlich 30 km vor ihr zu verschwinden. Im Gegensatz zur sonst normalen, aus Basalt bestehenden ozeanischen Kruste wird angenommen, dass der Ozeanboden um den Graben aus serpentinisiertem Peridotit besteht.

## Ozeanische Zirkulation
Der Romanchegraben ist als Unterbrechung des Mittelatlantischen Rückens von Bedeutung für die Ausbreitung von Bodenwasser im Gebiet des Atlantiks. Da vor Namibia der Weg nach Norden durch den Walfischrücken versperrt wird, kann hier erstmals in der Antarktis gebildetes kaltes antarktisches Bodenwasser mit seiner Temperatur von rund 1,5 °C in einem Volumenstrom von 3,6 Sverdrup (3,6 × 106 m³/s) in den Ostteil des Atlantiks fließen.

## Entdeckungsgeschichte
Der Romanchegraben wurde 1883 von einer französischen Expedition entdeckt, die ihn nach ihrem Schiff benannte. Die Forscher waren auf der Rückreise von Feuerland, wo sie im Rahmen des Ersten Internationalen Polarjahrs 1882/83 in der Orange Bay eine Wetterstation und ein geomagnetisches Observatorium betrieben und den Venustransit vom 6. Dezember 1882 beobachtet hatten.